# Lasius emarginatus
Lasius emarginatus är en myrart som först beskrevs av Olivier 1792.  Lasius emarginatus ingår i släktet Lasius och familjen myror. Inga underarter finns listade i Catalogue of Life.

## Bildgalleri

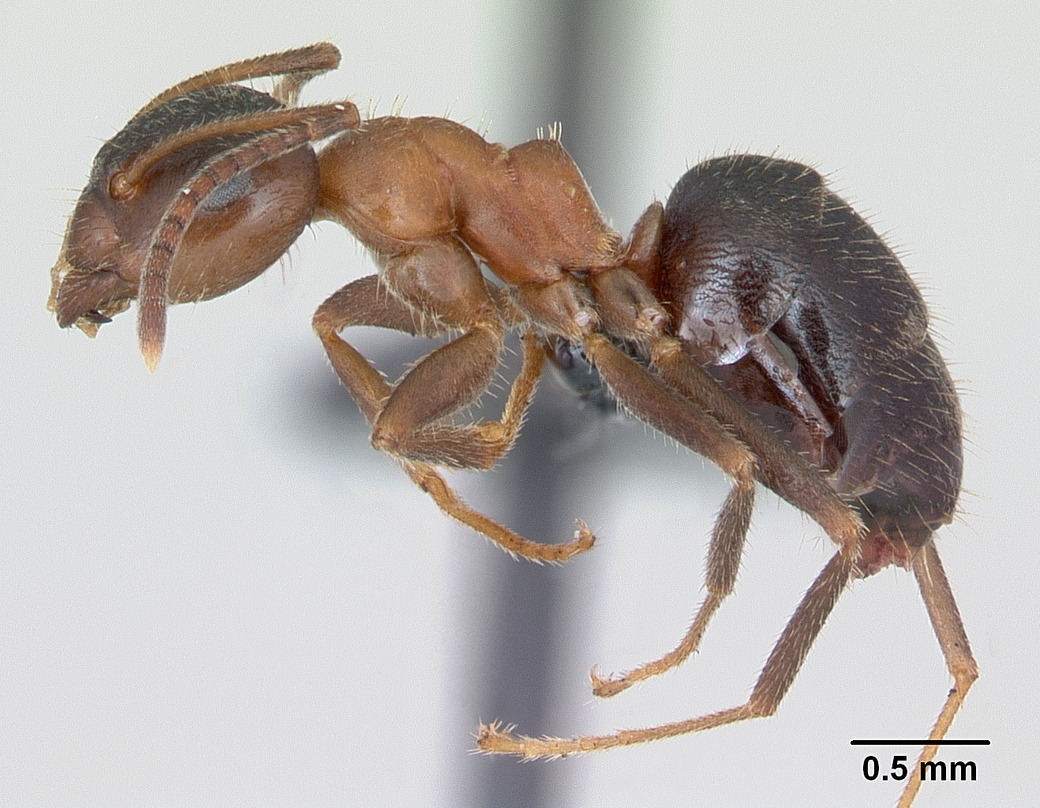
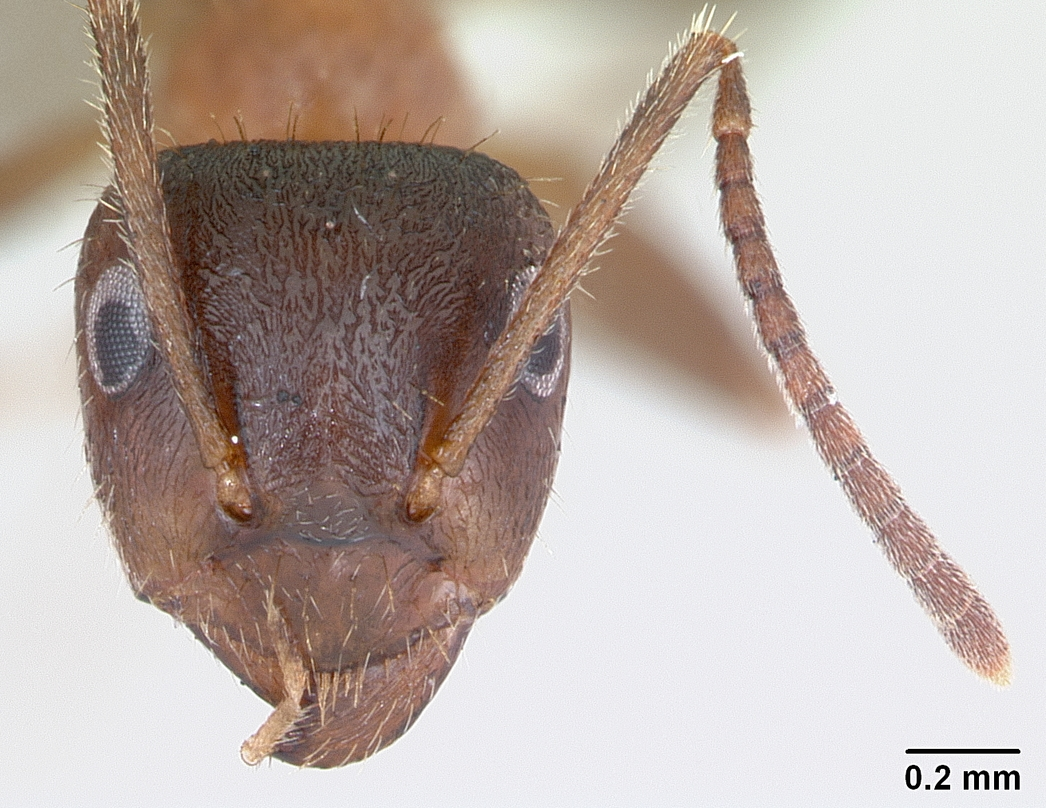